# Städtischer Friedhof Cebeci

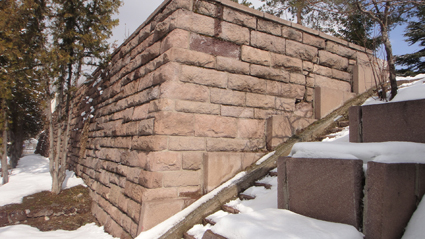
Eingang zum Denkmalsbereich

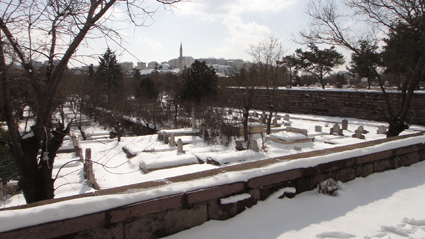
Gräber

Der Städtische Friedhof Cebeci (türkisch Cebeci Asri Mezarlığı) ist ein konfessionell gemischter Friedhof in Ankara. Er ist der zweitgrößte der Stadt.

## Geschichte

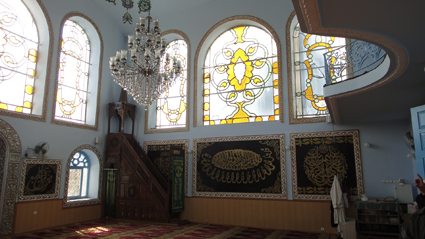
Das Innere der Moschee

Nach der Etablierung Ankaras als Hauptstadt und dem rasanten Stadtwachstum wuchs auch der Bedarf nach Friedhofsflächen. Dazu veranstaltete die Stadt 1935 einen internationalen Wettbewerb, den der in Ankara ansässige und tätige Architekt Martin Elsaesser gewann. Die Fertigstellung des Friedhofes wird teils mit 1938, teils mit kurz nach Ende des Zweiten Weltkrieges angegeben.
Der Friedhof weist als "modernes Friedhofsprojekt" für die Türkei einige Besonderheiten auf. Er ist im Vergleich zu den kargen Steppenfriedhöfen stark bepflanzt und ähnelt damit einem mitteleuropäischen Friedhof. Die Ausrichtung der Wege ist systematisch und dient der einfacheren Orientierung, welche in den Nachbarfriedhöfen schwieriger sein kann. Hierzu gibt es einen zentralen Platz mit einem Ring, von dem axial angeordnete Wege abgehen.
Der Entwurf Elsaessers wurde nicht vollständig umgesetzt. So war unter anderem die Errichtung von vier Pferdestatuen von Hans Wimmer geplant, außerdem war in den von der Stadt ausgestellten Wettbewerbsbedingungen ein Kriterium die Erbauung von Gotteshäusern für nichtmuslimische Türken, da es sich um einen konfessionell gemischten Friedhof handelt. Als absolute Neuheit für die mehrheitlich muslimische Türkei war auch ein Krematorium geplant. Als einziges Gotteshaus wurde eine kleine Moschee 1962 fertiggebaut.
In den späteren Jahrzehnten litt der Aufbau unter Vandalismus wegen einer naheliegenden Gecekondu-Siedlung. Daneben wurde der originale Aufbau durch Erweiterungen der Fläche verändert. Heute beherbergt sie über 200.000 Gräber. Durch ein Kiosksystem ist die Lokalisierung von Gräbern möglich.

## Ausschnitt von dort bestatteten bekannten Persönlichkeiten
- Levon Ekmekdschian – armenisches Asala-Mitglied
- Ahmet Gündüz Ökçün – Außenminister
- Cavid Bey – osmanisch-türkischer Politiker
- Turan Dursun – Autor und Verfechter des Atheismus
- Vedat Dalokay – Architekt und ehemaliger Bürgermeister Ankaras
- Dilhan Eryurt – Astrophysiker
- Doğan Kasaroğlu – Mitbegründer der Milliyetçi Demokrasi Partisi
- Afet İnan – Historikerin und Adoptivtochter Atatürks
- Makbule Atadan – Schwester Atatürks
- Ali Dinçer – Politiker und ehemaliger Bürgermeister Ankaras
- Ayhan Baran – türkische Opernsängerin
- Emin Fahrettin Özdilek – Politiker und kurzfristig Ministerpräsident der Türkei
- Enis Behiç Koryürek – Dichter
- Wilhelm Salomon-Calvi – deutsch-jüdischer Geologe
- Hasan Ali Yücel – Politiker und Autor
- Hüseyin Hüsnü Emir Erkilet – General
- Erman Şener – Regisseur
- Mevhibe İnönü – Ehefrau Inönüs
- Ferit Melen – Ministerpräsident der Türkei
- Şemsettin Günaltay – Ministerpräsident der Türkei
- Mustafa Abdülhalik Renda – Ministerpräsident der Türkei
- Hakkı Tunaboylu – Chef des Generalstabs
- Məhəmməd Əmin Rəsulzadə – Begründer der Demokratischen Republik Aserbaidschan
- Mehmet Rifat Börekçi – Mufti Ankaras während des Unabhängigkeitskrieges
- Uğur Mumcu – Journalist und Bürgerrechtler
- Osman Bölükbaşı – Politiker und Parteivorsitzender der MHP
- Memduh Şevket Esendal – Autor, Diplomat und Politiker